# 森要蔵
森 要蔵（もり ようぞう、1810年（文化7年） - 1868年8月18日（慶応4年7月1日））は、江戸時代後期から幕末の武士、剣術家。諱は景鎮（かげちか）。号は一貫斎。

## 生涯
熊本藩士・森喜右衛門の六男。江戸芝白金台の熊本藩江戸屋敷に生まれる。北辰一刀流開祖千葉周作の道場・玄武館に入門し、稲垣定之助、庄司弁吉、塚田孔平と共に「玄武館四天王」と謳われた。その後江戸麻布永坂に道場を開き、多くの門弟を抱え、名声を轟かせた。要蔵の稽古は厳しく、指導する姿は雷を纏った龍のようであったという。
1839年（天保10年）、常陸土浦藩の剣術指南役となる。1841年（天保12年）、上総飯野藩に中小姓・剣術指南役として登用され、「保科に過ぎたるもの」とまで呼ばれた。
1862年（文久2年）、要蔵の『剣法撃刺論』は、精神と身体の一致を説いた。1866年（慶応2年）、幕府の長州征討では藩主保科正丕に従い、大阪から別動隊として旗本を引き連れて下った。戊辰戦争では藩の縁戚である会津藩に味方することとなり、要蔵は藩主の命令で、次男の虎雄、高弟の勝俣乙吉郎と共に会津へと派遣された。要蔵・虎雄親子は下羽太で官軍と激突、奮戦したが、退却中に銃撃を浴び共に戦死した。享年59。虎雄は16歳であった。
要蔵と虎雄は年が43歳離れており、虎雄は要蔵を「御爺さん」と呼んでいた。そのため、彼らと対峙した官軍は、要蔵親子を祖父と孫であると勘違いしていたという。官軍には、要蔵の弟子である川久保南皚が従軍しており、要蔵親子の遺骸を大龍寺に葬ったという。
近年の文献から、白河戦争（7次にわたる同盟軍白河城奪回作戦、5月26日 - 7月15日）に参戦した飯野藩森要蔵隊（28名）の行動が明らかになった。5月2日、北関東の大田原城攻撃に参戦後、会津軍と共に塩原街道を通り若松城下に到着した。6月6日、猪苗代湖畔の福良村から新選組と共に会津藩の大平口へ出陣、上小屋の白河口総督西郷頼母と対面、上羽太（現在の西郷村）の法印（修験）橘家に宿泊した。6月12日、同盟軍第4次作戦は白坂口の官軍を攻撃したが、増援の大垣藩鉄砲隊に反撃され撤退、森要蔵隊は2名戦死。6月25日、第5次作戦は長雨で阿武隈川・堀川の一本橋が流され参戦できなかった。6月29日、西郷頼母総督は列藩諸将を集め7月1日の作戦会議を行ったが、会津諸将と列藩諸将は対立し、棚倉藩降伏の影響で北方の須賀川へ撤退する仙台藩増田歴治隊もいた。同盟軍は連敗が続き、士気は低下し連携は弱体化した。6月30日は曇、森要蔵隊単独の夜討ち作戦は地形が複雑、闇夜で案内人の失態もあり土佐隊を探索できず失敗した。森要蔵は討ち死にを覚悟して、25日間滞在した橘家に芥子鞘の小刀（関の孫六作）・龍の文様のある小柄を贈った。
7月1日、第6次作戦は快晴、本陣は大龍寺、原田対馬総督は森要蔵隊、新選組斎藤一を率いて柏野、中山を経て白河天神山の土佐隊見張番所を攻撃、一時占拠したが、金勝寺山から廻った土佐隊に奪回された。本営から援軍の会津小原宇右衛門砲兵隊・木本内蔵之丞隊、幕臣伝習第一大隊は合戦に遅れて間に合わない。同盟軍は苦戦し森要蔵隊、新選組は退却命令が出て引き返した。一方、新政府軍土佐隊の追撃作戦が始まり、同盟軍の会津隊、仙台隊、二本松隊、新選組、森要蔵隊を追った。土佐8番隊（隊長吉松速之助）は米村、谷地中、熊倉を経て羽鳥街道の下羽太に進撃した。退却中の森要蔵隊は下羽太の手前の戸ノ内で土佐隊と激突、森要蔵・虎尾親子など5名が銃撃され戦死した。（銃撃者は鈴木文質の説がある）雷神山（山・丘）で土佐隊と戦ったとする『會津戊辰戦史』『七年史』は、合戦、戦死墓の証拠がなく誤記と思われる。米村に隣接する雷神山（丘）は合戦の記録がない。柏野村の雷神山（山）は羽鳥街道から見える通過地点、白河城下の天神山の攻撃は新選組『中島登覚書』、『新選組日誌』「島田魁日記」に記載がある。奥羽越列藩同盟軍は旧式大砲・鉄砲・刀が中心で兵力は上回ったが、新政府軍の巧妙な作戦、新式大砲・鉄砲（スナイドル銃など）の攻撃に敗れた。森要蔵隊は刀だけの戦いであった。敗戦後、猪苗代に収容された森要蔵隊は勝俣乙吉郎など6名の記録がある。土佐８番隊長吉松速之助は、若松城下の神保雪子に自害の短刀を貸したことでも知られる。
西郷村大龍寺の戦死墓（会津藩15名、飯野藩5名）は、今も住職が花を絶やさず、西郷村は手すり、階段、観光案内板を整備した。森要蔵は長い関羽ひげ、堂々たる貫録と温厚な性格で、当時の村民は有名な剣豪であると知らなかった。飯野藩の殿様と間違われるほど、村民と子供に慕われた。森要蔵・虎尾親子の活躍は戊辰戦争最大の激戦である白河戦争（戦死1040名）の象徴的な存在、歴史遺産の評価が高く、地元では映像作品が期待されている。大龍寺に森要蔵だるま（白河だるま）がある。
なお、森要蔵は人気作家の小説『竜馬がゆく』『上総の剣客』『会津士魂』『名剣士と照姫さま』『夕映えの剣』『雷雲の龍』などで知られる。史料・現地の調査結果、安政の御前試合で坂本龍馬と対戦し負けた。戊辰戦争白河口の雷神山で戦い、土佐の板垣退助が森親子の戦死を見た記述は、いずれもフィクションであることが判明した。

## 子孫
- 勝俣乙吉郎（女婿） - 要蔵の弟子。
- 野間好雄（女婿） - 要蔵の弟子。
- 野間清治（孫） - 講談社創業者。野間道場を設立。
- 野間恒（曾孫） - 講談社第2代社長。剣道天覧試合優勝。
- 森寅雄（曾孫） - 剣道範士八段。全米フェンシング選手権準優勝。国際フェンシング連盟殿堂入り。